# (9567) Сургут
(9567) Сургут (лат. Surgut) — типичный астероид главного пояса, открыт 22 октября 1987 года советским астрономом Людмилой Журавлёвой в Крымской астрофизической обсерватории и 5 июля 2001 года назван в честь города Сургута.

## Обнаружение и именование
(9567) Сургут
Открыт 22 октября 1987 года в Крымской астрофизической обсерватории Л. В. Журавлёвой.
Основанный в 1593 году, Сургут является одним из главных административных центров и центров снабжения обширных месторождений нефти и природного газа вдоль реки Обь в Ханты-Мансийском автономном округе Тюменской области в Сибири.
Оригинальный текст (англ.)9567 Surgut
Discovered 1987 Oct. 22 by L. V. Zhuravleva at the Crimean Astrophysical Observatory.
Founded in 1593, Surgut is one of the main administrative and supply centers for the vast oil and natural gas producing fields along the Ob River in the Khanty-Mansi autonomous district of the Tyumen province in Siberia.
Источники: 20010705/MPCPages.arc; M.P.C. 43042.

## Орбита

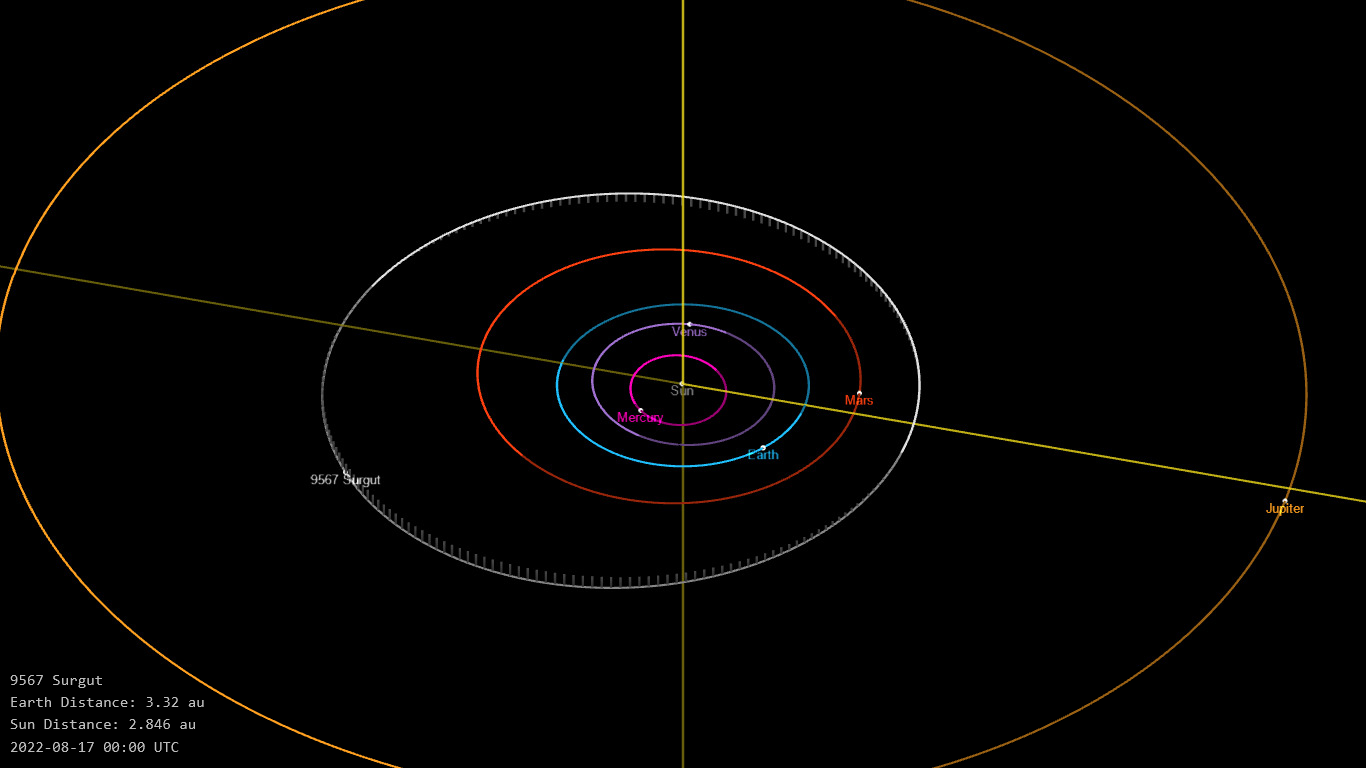
Орбита астероида Сургут и его положение в Солнечной системе

## Физические характеристики
Из наблюдений корейской сети телескопов Korea Microlensing Telescope Network (KMTNet) следует, что астероид относится к таксономическому классу C.
По результатам наблюдений в видимом и ближнем инфракрасном диапазоне космического телескопа NEOWISE диаметр астероида оценивался равным 6,035±0,035 км, 6,0±0,6 км, 5,268±1,370 км и 5,629±1,561 км, 4,86±1,19 км. Согласно тем же источникам альбедо оценивается как 0,0535±0,0076, 0,05±0,01, 0,0581±0,0516 и 0,0493±0,0339, 0,053±0,008 и 0,072±0,043.